# Felipe Amorim (cantor)
Luiz Felipe Amorim do Nascimento, mais conhecido como Felipe Amorim (Fortaleza, 21 de setembro de 1996), é um cantor e compositor brasileiro.
Com carreira solo iniciada em 2020, o músico ficou conhecido pela mistura de vários gêneros, como forró, piseiro, funk, sertanejo e trap. Começou a ganhar popularidade em 2021 com os singles "Sem Sentimento" e "Putariazinha". "No Ouvidinho", "Love Gostosinho" e "Toca o Trompete" ficaram entre as musicas mais executadas no Brasil entre 2022 e 2023.
Segundo a Pro-Música Brasil, o artista detém 16 certificados de disco, entre eles 2 de diamante triplo e 6 de ouro.
Antes da carreira como intérprete, Amorim teve músicas gravadas por vários artistas já e bandas, como Os Barões da Pisadinha (a canção "Tá Rocheda"), Xand Avião, Wesley Safadão, Zé Vaqueiro e Zé Neto & Cristiano.